# سيامك شايقي
سيامك شايقي (1955 - 2020)، هو مخرج ومنتج أفلام إيراني . تخرج من معهد السينما والتلفزيون وبدأ حياته المهنية كناقد سينمائي وكان مساعد مخرج في منتصف الثمانينيات من القرن العشرين.
من مواليد مدينة عبادان عام 1955 وتوفي عام 2020 بسبب مرض السرطان.

## من أعماله
- A Dowry for Robab, 1987
- Star and Diamond, 1988
- Renault - Tehran 29, 1990
- Rah o birah, 1991
- Maze, 1992
- In Cold Blood, 1994
- My Mother Gissou, 1995
- Sharareh, 1999
- Bāgh-e Ferdows, 5 O'clock in the afternoon, 2005
- Khab e Zemestani, 2008

## روابط خارجية
- سيامك شايقي على موقع IMDb (الإنجليزية)
- سيامك شايقي على موقع أول موفي (الإنجليزية)